# San Pablo Tijaltepec (kommun)
San Pablo Tijaltepec är en kommun i Mexiko.   Den ligger i delstaten Oaxaca, i den sydöstra delen av landet, 300 km sydost om huvudstaden Mexico City.
Följande samhällen finns i San Pablo Tijaltepec:
- El Porvenir
- San Pablo Tijaltepec
- Linda Vista
- Vista Hermosa
- Santo Domingo del Progreso
- San Lucas Redención
- Guadalupe Victoria